# Temporada 1960-61 de los Detroit Pistons
La temporada 1960-61 fue la decimotercera de los Pistons en la NBA, y la cuarta en su nueva localización de Detroit, Michigan. La temporada regular acabó con 34 victorias y 45 derrotas, clasificándose para los playoffs, en los que cayeron en las semifinales de división ante Los Angeles Lakers.

## Elecciones en elDraft
| Ronda | Puesto | Jugador         | Posición | Nacionalidad   | Universidad    |
| ----- | ------ | --------------- | -------- | -------------- | -------------- |
| 1     | 4      | Jackie Moreland | Alero    | Estados Unidos | Louisiana Tech |
| 2     | 12     | Ron Johnson     | Alero    | Estados Unidos | Minnesota      |
| 5     | 36     | Willie Jones    | Base     | Estados Unidos | Northwestern   |
| 11    | 78     | Mel Peterson    | Escolta  | Estados Unidos | Wheaton*       |

## Temporada regular
| División Oeste       | División Oeste | División Oeste | División Oeste | División Oeste | División Oeste | División Oeste | División Oeste | División Oeste |
| Equipo               | G              | P              | %              | PD             | Casa           | Fuera          | Neutral        | Div            |
| -------------------- | -------------- | -------------- | -------------- | -------------- | -------------- | -------------- | -------------- | -------------- |
| x-St. Louis Hawks    | 51             | 28             | .646           | –              | 29–5           | 15–20          | 7–3            | 25–14          |
| x-Los Angeles Lakers | 36             | 43             | .456           | 15             | 16–12          | 8–20           | 12–11          | 19–20          |
| x-Detroit Pistons    | 34             | 45             | .430           | 17             | 20–11          | 3–19           | 11–15          | 18–21          |
| Cincinnati Royals    | 33             | 46             | .418           | 18             | 18–13          | 8–19           | 7–14           | 16–23          |

## Playoffs

### Semifinales de División
Los Angeles Lakers - Detroit Pistons
| Fecha       | Partido                                     | Ciudad      |
| ----------- | ------------------------------------------- | ----------- |
| 14 de marzo | Los Angeles Lakers 120, Detroit Pistons 102 | Los Ángeles |
| 15 de marzo | Los Angeles Lakers 127, Detroit Pistons 118 | Los Ángeles |
| 17 de marzo | Detroit Pistons 124, Los Angeles Lakers 113 | Detroit     |
| 18 de marzo | Detroit Pistons 123, Los Angeles Lakers 114 | Detroit     |
| 19 de marzo | Los Angeles Lakers 137, Detroit Pistons 120 | Los Ángeles |
|             | Los Angeles gana las series 3-2             |             |

## Estadísticas
| Rk | Jugador          | Edad | P  | PT | MP   | TC  | TCI  | %TC  | 3P | 3PI | %3P | TL  | TLI  | %TL  | RO | RD | RT   | AS  | RB | TAP | BP | FP  | PTS  |
| 1  | Bailey Howell    | 24   | 77 |    | 38.3 | 7.9 | 16.8 | .469 |    |     |     | 7.8 | 10.4 | .753 |    |    | 14.4 | 2.5 |    |     |    | 3.9 | 23.6 |
| 2  | Gene Shue        | 29   | 78 |    | 43.1 | 8.3 | 19.8 | .421 |    |     |     | 6.0 | 7.0  | .856 |    |    | 4.3  | 6.8 |    |     |    | 2.7 | 22.6 |
| 3  | Don Ohl          | 24   | 79 |    | 27.5 | 5.4 | 13.7 | .394 |    |     |     | 2.5 | 3.5  | .719 |    |    | 3.2  | 3.4 |    |     |    | 2.8 | 13.3 |
| 4  | George Lee       | 24   | 74 |    | 23.4 | 4.2 | 10.5 | .399 |    |     |     | 3.7 | 5.3  | .701 |    |    | 6.6  | 1.2 |    |     |    | 2.1 | 12.1 |
| 5  | Walter Dukes     | 30   | 73 |    | 28.0 | 3.9 | 9.7  | .405 |    |     |     | 3.8 | 5.5  | .703 |    |    | 14.1 | 1.9 |    |     |    | 4.3 | 11.7 |
| 6  | Bob Ferry        | 23   | 79 |    | 21.0 | 4.4 | 9.8  | .451 |    |     |     | 2.4 | 3.2  | .741 |    |    | 6.3  | 1.6 |    |     |    | 2.6 | 11.3 |
| 7  | Shellie McMillon | 24   | 78 |    | 21.0 | 4.1 | 9.6  | .428 |    |     |     | 1.8 | 2.6  | .697 |    |    | 6.2  | 1.3 |    |     |    | 3.1 | 10.1 |
| 8  | Jackie Moreland  | 22   | 64 |    | 15.7 | 3.0 | 7.5  | .400 |    |     |     | 1.3 | 2.1  | .652 |    |    | 4.9  | 0.8 |    |     |    | 2.7 | 7.3  |
| 9  | Chuck Noble      | 29   | 75 |    | 22.1 | 2.6 | 7.5  | .346 |    |     |     | 1.1 | 1.5  | .713 |    |    | 2.4  | 3.8 |    |     |    | 2.6 | 6.3  |
| 10 | Willie Jones     | 24   | 35 |    | 12.9 | 2.2 | 6.2  | .361 |    |     |     | 1.1 | 1.8  | .635 |    |    | 2.7  | 1.8 |    |     |    | 2.6 | 5.6  |
| 11 | Ron Johnson      | 22   | 6  |    | 10.0 | 1.8 | 5.0  | .367 |    |     |     | 1.5 | 2.3  | .643 |    |    | 2.3  | 0.2 |    |     |    | 1.0 | 5.2  |
| 12 | Archie Dees      | 24   | 28 |    | 11.0 | 1.9 | 4.8  | .393 |    |     |     | 1.4 | 1.7  | .830 |    |    | 3.4  | 0.6 |    |     |    | 1.8 | 5.2  |

## Galardones y récords
| Jugador   | Galardón                    |
| Gene Shue | 2º Mejor quinteto de la NBA |